# Железопътна линия 12 (България)
Железопътна линия Алдомировци - Мина Бели брег е единична, неелектрифицирана, с нормално 1435 mm междурелсие, отклонение на главна линия № 1.
| Железопътна линия 12 | Железопътна линия 12           |
| Информация           | Информация                     |
| -------------------- | ------------------------------ |
| Тип                  | нормална                       |
| Статус               | закрита за пътническо движение |
| Крайна гара          | Бели брег                      |
| Започва от           | Алдомировци                    |
| Свързани линии       | Линия 1                        |
| Станции              | 6 ( 2 гари, 4 спирки)          |
| Номер линия          | 12                             |
| Пусната              | 1954                           |
| Собственик           | НКЖИ                           |
| Дължина              | БДЖ                            |
| Междурелсие          | 1435 mm                        |
| Електрификация       | не                             |
| Работна скорост      | 40 km/h                        |

## История

### Мина Бели брег
През 1911 г. адвокатът от София Тодор Ахтаров получава от Министерството на търговията, промишлеността и труда (МТПТ) разрешително за „дирене“ на въглища и периметър, който обхваща двата участъка – Източния (Цацаровския) и Западния (Ялботинския). По време на Балканските войни се извършват проучвателни работи с ръчни сонди, галерии и шурфове, а резултатите от тях са обнадеждаващи. През 1915 г. адвокатът Ахтаров получава второ разрешително, с което се разширява периметъра на дирене на въглища, като се включва и участък „Неделище“. По това време към него се присъединява като съдружник търговеца Крум Ганчев. Тогава (1915 г.) започва добивът по подземен начин, с галерии по пласта в местността „Мечкарица“ – югозападно от днешната сепарация. Тогава се появява и името на мината „Бели брег“. Вероятно името се свързва с белите варовици в откривката и прослойките във въглищния пласт. Галериите достигат до 200 m дължина и 4 – 5 m височина. За 2 години били прокарани 6 сондажа с дълбочина 15 m с ръчни сонди и стигнали до заключение, че в „Мечкарица“ пластовете са два – единият с мощност 2 m, а другия – 15 m. През 1917 г. са добивани по 15 тона въглища на ден в мина „Бели брег“, с личен състав от 45 души, и извозвани до гара Драгоман – на 8 km разстояние с конски и волски коли. 
През 1919 г. е прокарана траншея за открит добив на въглища в местността „Мечкарица“. Това е първият открит добив на въглища в България. Той предизвиква ликвидиране на ниви и ливади и други частни имоти, което наложило Ахтаров да иска ново разрешително от Министерството. През 1920 г. Т. Ахтаров отстъпва своите дялове на съдружника си Крум Ганчев, който става едноличен собственик до национализацията на 24 декември 1947 г.
През 1954 г. управлението на мината се пренася на новоизградената площадка в село Габер и се преименува на ДМП „Болшевик“. От състава му се отделят мина „Алдомировци“ с рудник „Плам“ и мина „Бистрица“, които стават самостоятелни предприятия.

### Железопътна линия
През 1954 г. мината е свързана с националната железопътна мрежа чрез клон, започващ от гара Алдомировци. Линията се отделя от гара Алдомировци, правейки 180 градусова дъга, като в полето се изправя. На 1700 метра след първата дъга следва завой, отново обратен, влиза в с. Извор, където е и спирката. Около 4 км по-късно е спирката на с. Драготинци, а още 3500 метра е гара Бели брег. Мина Бели брег е на 750 метра от едноименната гара.